# Vatroslav
Vatroslav (kyrillisch: Ватрослав) ein männlicher Vorname, der überwiegend bei Kroaten verbreitet ist.

## Bekannte Namensträger
- Vatroslav Jagić, kroatischer Sprachwissenschaftler
- Vatroslav Lisinski, kroatischer Komponist
- Vatroslav Lichtenegger, kroatischer Musiklehrer und Lyriker